# Ладика
Ладика (др.-греч. Λαδική; VI век до н. э.) — древнегреческая царевна из рода Баттиадов, супруга египетского фараона Амасиса II.

## Биография
Точно неизвестно, кто был отцом Ладики: Батт или Аркесилай.
Согласно Геродоту, Амасис заключил с киренцами союз и взял из этого народа себе в супруги Ладику. Таким образом, Ладика стала первой гречанкой, вышедшая замуж за фараона Египта. Однако вначале супружеская жизнь у них не заладилась, и Амасис даже думал расправиться со своей женой за колдовство, но затем «очень полюбил её». В благодарность богам за изменение у супруга отношения к ней Ладика повелела изготовить и отослать в Кирену статую Афродиты, которую видел во время своего путешествия сам Геродот.
Неизвестно, родились ли в этом браке дети.
В 525 году до н. э. персидский царь Камбис II, захватив после поражения Псамметиха III царскую семью и узнав от Ладики, кто она, отослал её на родину, «не причинив обиды». О дальнейшей судьбе Ладики исторические источники не сообщают. В Египте также не найдены какие-либо надписи с её именем.